# Thelymitra pauciflora
Thelymitra pauciflora là một loài phong lan đặc hữu Australia. Nó cao 50 cm và có hoa màu tía hoặc hồng, trắng, xanh da trời xám giữa tháng 8 và tháng 1 (cuối mùa đông đến giữa mùa hè) ở trong phạm vi phân bố của nó.
Loài này được mô tả chính thức đầu tiên bởi nhà thực vật học Robert Brown in 1810 in Prodromus Florae Novae Hollandiae. 
Loài cây này mọc ở Queensland, New South Wales, Victoria, Tasmania và Nam Úc.